# 기정형
스카피즘(scaphism)은 고대 페르시아의 처형 방법이다. 기정형(棄艇刑), 노충형(露蟲刑)이라고도 한다.
벌거벗겨진 사람을 길고 좁은 보트(다른 경우엔 속이 텅빈 나무 상자)에 단단히 묶은채 머리, 팔, 다리 등은 나오게 한다. 죄수에게는 우유와 꿀을 강제로 먹여 강제로 설사가 나도록 하며, 꿀을 몸에 발라서 곤충 등의 습격을 받게 한다. 그런 다음 죄수는 물의 흐름이 없는 호수에 홀로 방치되는데 설사로 인해 밖으로 배출된 배설물이 더 많은 벌레들을 유인하게 되고 이런 벌레들이 배설물과 더불어 죄수의 살을 파먹고 몸에 알을 까게 된다. 죄수는 서서히 사망에 이르게 되는데 이것은 탈수, 기아, 패혈성 쇼크 등이 복합적으로 작용한 결과이다. 또는 독을 가진 곤충에 의한 알레르기로 사망할 수도 있다. 스카피즘에 의한 죽음은 고통스럽고 모욕적이며, 천천히 진행된다.